# Jelshøj
Jelshøj är en gravhög från bronsåldern i Danmark. Den ligger i Region Mittjylland, i den centrala delen av landet, 150 km väster om Köpenhamn. Toppen på Jelshøj är 128 meter över havet. Den ligger 7 km söder om Århus och är den högsta punkten i Århusområdet.